# 馮永圖
馮永圖（?—?），廣東省廣州府順德縣人，清朝政治人物、同進士出身。
光緒十八年（1892年），参加光緒壬辰科殿試，登進士三甲74名。同年五月，著交吏部掣签分发各省，以知县即用，后改雷州府教授。